# Лосик, Антон Георгиевич
Антон Георгиевич Лосик (1872—?) — учитель, депутат Государственной думы II созыва от Черниговской губернии.

## Биография
По происхождению из крестьян. Первоначальное образование получил в начальном училище, затем окончил учительскую семинарию и Глуховский учительский институт.  Служил народным учителем в Минской губернии в течение 6 лет. Учитель городского 3-классного училища. Инициатор устройства народных чтений, лекций, полезных народных развлечений и так далее.
6 февраля 1907 избран во Государственную думу II созыва от съезда городских избирателей. Вошёл в состав Трудовой группы и фракции Крестьянского союза. Состоял членом думской  комиссии о помощи безработным и комиссии по народному образованию.
Детали дальнейшей судьбы и дата смерти неизвестны.

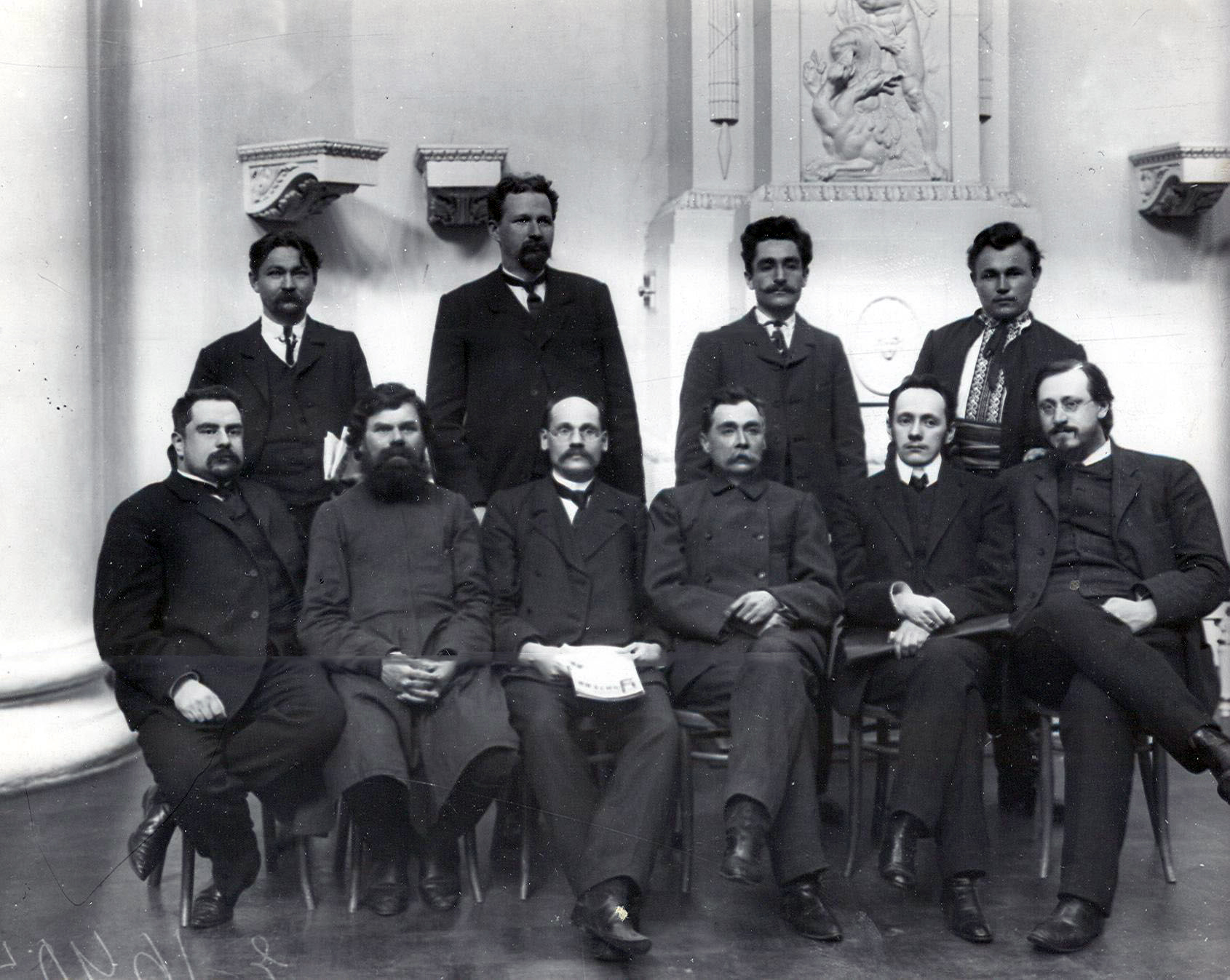
Члены Государственной Думы II созыва от Черниговской губернии. Стоят: Н. В. Дементьев, Н. К. Рубисов, Ф. И. Приходько, В. И. Хвост; сидят: П. П. Юренев, Т. С. Веремеенко, А. Г. Лосик, П. А. Трофименко, М. А. Искрицкий, В. В. Волк-Карачевский

### Архивы
- Российский государственный исторический архив. Фонд 1278. Опись 1 (2-й созыв). Дело 250.